# Dillinger Four
Dillinger Four é uma banda de punk rock norte-americana, formada na cidade de Minneapolis, Minnesota, em 1994. Segundo a Vice, é a maior banda de punk dos Estados Unidos ainda em atividade.
A banda já lançou 3 álbuns até hoje: Midwestern Songs of the Americas (1998) através da Hopeless Records e Versus God (2000) pela mesma gravadora. Por fim, em 2002, Situationist Comedy foi lançado pela Fat Wreck Chords.
O fundador da Hopeless Records colocou Midwestern Songs of the Americas entre os 10 melhores discos do selo. Foi bem recebido pela crítica e criou "um novo modelo para o pop-punk que as bandas ainda estão tentando em vão reproduzir".

## Integrantes
- Lane "Monkey Hustle" Pederson - bateria
- Billy Morrisette - guitarra, vocais
- Erik Funk - guitarra, vocais
- Patrick "Paddy" Costello - baixo, vocais

## Discografia

### Álbuns de estúdio
- Midwestern Songs Of The Americas - 1998
- Versus God  - 2000
- Situationist Comedy - 2002

### Outros álbuns
- This Shit is Genius - 1999
- Dillinger Four Live at First Avenue  - 2003

### EPs
- Higher Aspirations: Tempered and Dismantled - 1995
- The Kids are all Dead - 1996
- More Songs about Girlfriends and Bubblegum - 1997

### 7" Splits
- The Strike / Dillinger Four (The Rebel's Choice) - 1997
- Pinhead Gunpowder / Dillinger Four - 2000